# Брандер, Карл
Карл Брандер (швед. Carl Fredrich (Fredrik) Brander; 1705[…] — 22 июня 1779, Стокгольм) — шведский художник-портретист.

## Биография
Родился в 1705 году в семье Фредрика Брандера (Fredric Brander) и его жены Маргареты Нильсдоттер Холмберг (Margareta Nilsdotter Holmberg).
Узнав о придворном художнике короля Фредрика I — Георге Шрёдере, учился у него живописи, следуя его стилю на протяжении всей своей жизни. Также был помощником Шрёдера, когда тот писал королевские портреты.
В середине XVIII века Брандер познакомился с Юханом Шеффелем и его стиль работы несколько изменился. Но с точки зрения мастерства Карл Брандер так и не достиг уровня своих учителей.
Он стал автором  более 150 известных портретов, некоторые из которых находятся в Уппсальском университете, Национальном музее Швеции (в замке Грипсхольм) и Музее северных стран.
Умер 22 июня 1779 года в Стокгольме. Был женат на Шарлотте Маргарете Себелл (Charlotta Margareta Sebell).

## Галерея

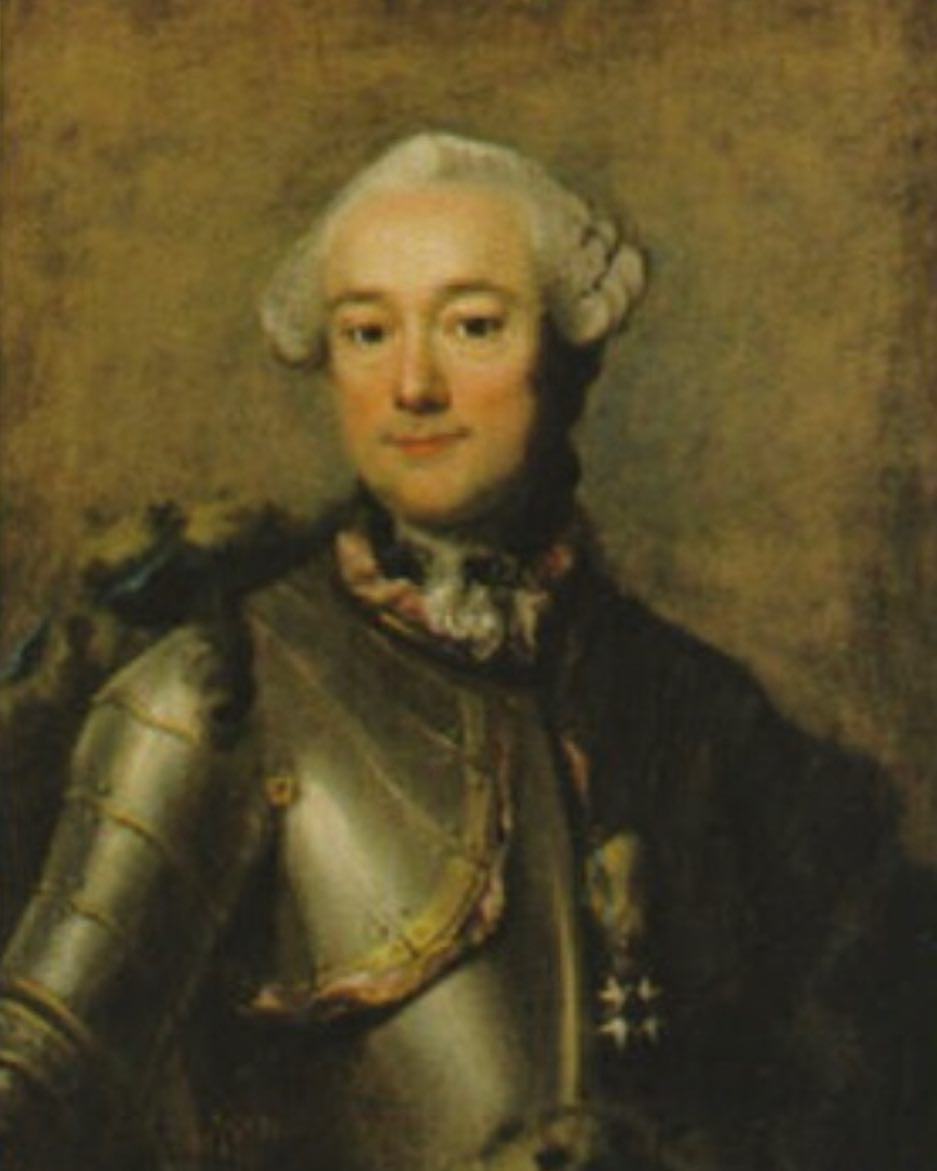
Карл Адлерфельт
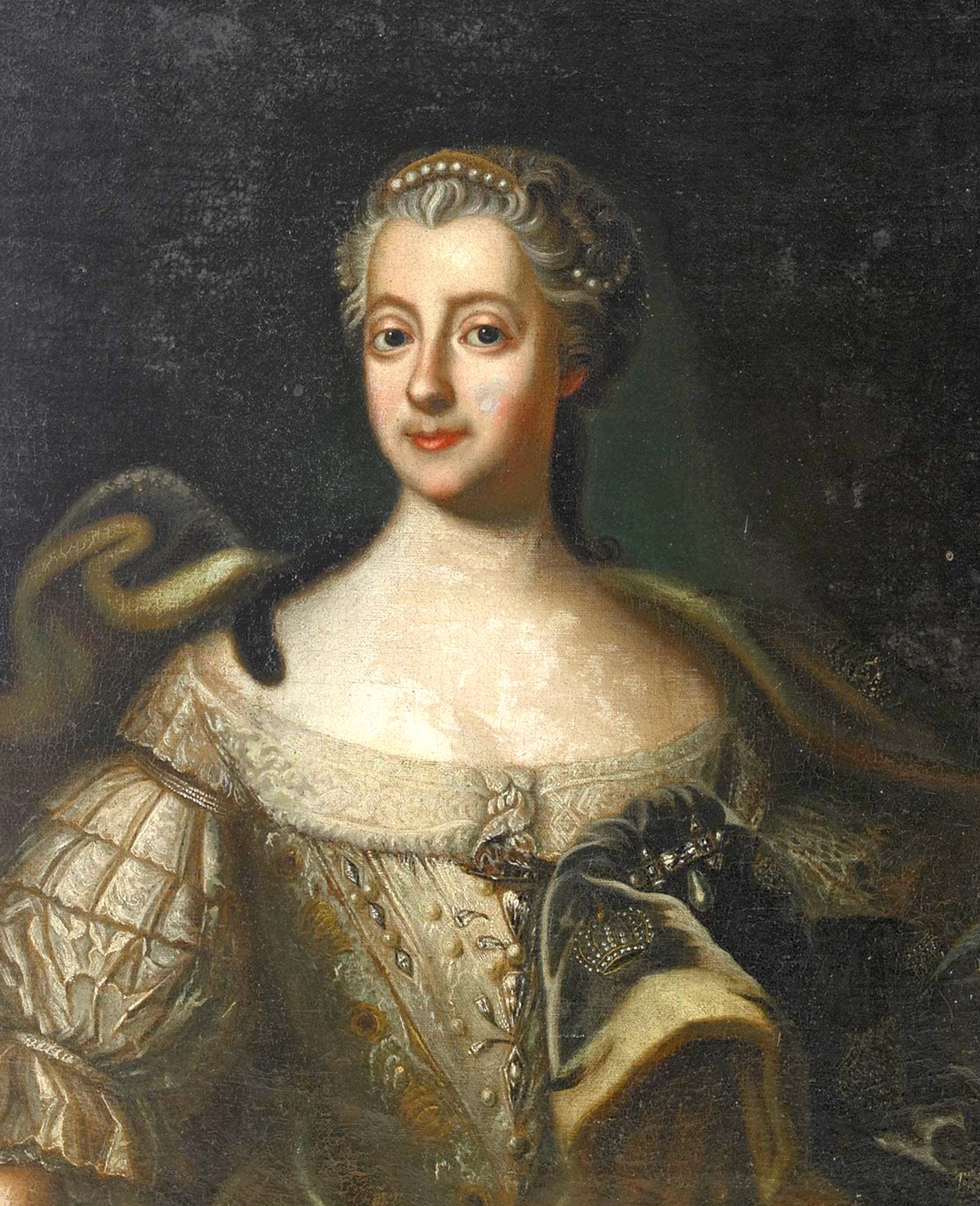
Луиза Ульрика Прусская
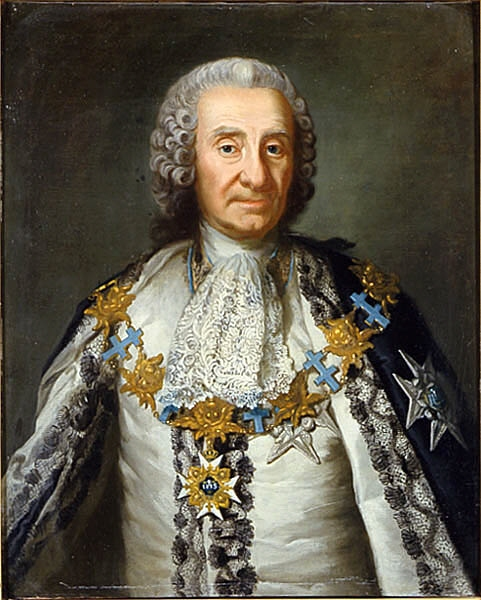
Густав Розен